# Juan Manuel Muñoz Chueca
Juan Manuel Muñoz Chueca (Barcelona, 1961) es un dibujante, historietista y animador español. Conocido sobre todo por haber sido el responsable del acabado y entintado de los personajes de Francisco Ibáñez durante cuatro décadas, ha trabajado con diversas editoriales y ha realizado historietas de otros personajes, entre ellos Mickey Mouse y Goofy de Disney. Actualmente trabaja para la industria de la animación.

## Biografía y carrera
Ya de niño mostró habilidades en el dibujo, y cuando contaba con 16 años su padre decidió presentarlo a la editorial Bruguera. El director artístico de la editorial, Blas Sanchis, quedó satisfecho tras hacerle unas pruebas como entintador, y en poco tiempo Muñoz acabó entintando casi todos los personajes de Bruguera, a excepción de Zipi y Zape, ya que Escobar se negó a tener colaboradores en su obra.
Posteriormente se irá especializando en los personajes de Francisco Ibáñez, no limitándose solo al entintado, llegando incluso a crear algunas aventuras cortas de Mortadelo y Filemón como "Al oeste, al oeste" (1984).
En 1985 Francisco Ibáñez abandona la editorial y pierde los derechos sobre sus personajes, que habían sido registrados a nombre de Bruguera. Se crea el Bruguera Equip para seguir comercializando los personajes de Ibáñez, y Muñoz queda automáticamente integrado en este equipo como dibujante y entintador. Es una etapa en la que importa más la cantidad de historietas que salgan a la venta que la calidad de los dibujos, por lo que los dibujantes trabajan bajo una gran presión, llegando incluso a utilizar una calcadora para mantener la proporción de los personajes y la fidelidad al estilo del autor. Sin embargo, Muñoz mantendrá la calidad y con el tiempo realizará aventuras íntegramente creadas por él. De aquella época data el álbum A la caza del Chotta, quizás uno de los más queridos por el público, que realizó con el guionista Jesús de Cos.
Bruguera llevaba unos años en crisis y el joven Juan Manuel Muñoz trabajaba sin cobrar bajo la amenaza de ser despedido, por lo que buscó trabajo en el extranjero. Pronto le llegó una oferta de la editorial danesa Egmont Group para realizar las aventuras de Bamse, un oso pardo creado por el ilustrador sueco Rune Andréasson. Durante esta época compartió estudio con los dibujantes  Miguel Fernandez Martinez y Joaquín Cañizares Sanchez, con los que alternaba los dibujos de la subserie de historietas 'Mickey Mystery'.
Al cerrar la editorial Bruguera, contacta con Francisco Ibáñez quien lo contrata y desde entonces  comenzará  una colaboración que se extenderá a lo largo de tres décadas. Sin embargo, de acuerdo con las prácticas de la industria del cómic de aquella época, Juan Manuel Muñoz no aparece acreditado en ninguno de los álbumes. En el mundo del cómic se le conoce como la mano derecha de Francisco Ibáñez.
Comienza a trabajar con personajes nuevos qué Ibáñez crea para la editorial Grijalbo, como Chicha, Tato y Clodoveo y 7 Rebolling Street, nueva versión del famoso 13 Rue del Percebe, y a partir de 1988, cuando Ibáñez recupera el control sobre sus personajes clásicos, vuelve a trabajar con Mortadelo y Filemón y el resto de la pandilla. En una entrevista de 2019 Muñoz destaca la capacidad de trabajo de Francisco Ibáñez que,  entrado en los 80 años, hace los guiones, las portadas y el 70 % del dibujo a lápiz.
Entre 1993 y 1996 sigue su colaboración con Egmont Group dibujando los personajes de Disney. También trabajó en el sector de la animación realizando storyboards para Neptuno Films.